# Atletica leggera ai II Giochi del Mediterraneo
Le competizioni di atletica leggera ai II Giochi del Mediterraneo si svolsero dal 15 al 25 luglio 1955 presso lo stadio olimpico Lluís Companys di Barcellona, in Spagna.

## Podi

### Uomini
| Evento                 | Oro                                                                          | Prestazione | Argento                                                                     | Prestazione | Bronzo                                                                  | Prestazione |
| Corse piane            |                                                                              |             |                                                                             |             |                                                                         |             |
| 100 m                  | Luigi Gnocchi                                                                | 10.9 =      | Alain David                                                                 | 11.0        | Sergio D'Asnasch                                                        | 11.0        |
| 200 m                  | Luigi Gnocchi                                                                | 21.6        | Vincenzo Lombardo                                                           | 21.7        | Wolfango Montanari                                                      | 21.7        |
| 400 m                  | Jacques Degats                                                               | 47.3        | Pierre Haarhoff                                                             | 47.5        | Vincenzo Lombardo                                                       | 47.8        |
| 800 m                  | Ekrem Koçak                                                                  | 1:50.0      | René Djian                                                                  | 1:51.1      | Evangelos Depastas                                                      | 1:52.4      |
| 1500 m                 | Ekrem Koçak                                                                  | 3:50.2      | Cahit Onel                                                                  | 3:52.2      | Antoine Vincendon                                                       | 3:53.2      |
| 5000 m                 | Alain Mimoun                                                                 | 14:27.6     | Osman Coşgül                                                                | 14:39.0     | Jean Carron                                                             | 14:40.4     |
| 10.000 m               | Alain Mimoun                                                                 | 30:23.6     | Luis García                                                                 | 31:32.8     | Raymond Mahaut                                                          | 31:48.2     |
| Staffette              |                                                                              |             |                                                                             |             |                                                                         |             |
| Staffetta 4 x 100 m    | Italia Sergio D'Asnasch Giovanni Ghiselli Luigi Gnocchi Wolfango Montanari   | 41.0        | Grecia Michel Tsolakis Leonidas Kormalis Demetre Kipouros Stefanos Petrakis | 42.6        | Egitto Moustafá Maroum Yousef Zein El Abdin Jauzy Shaban Farouck Tadros | 42.8        |
| Staffetta 4 x 400 m    | Francia Jacques Degats Jean-Paul Martin du Gard Pierre Haarhoff René Galland | 3:12.8      | Italia Luigi Grossi Vincenzo Lombardo Mario Paoletti Baldassarre Porto      | 3:14.4      | Egitto Hussam Ragab Jaud El Said Nashast El Kholi Emad El Shafy         | 3:16.2      |
| Corse a ostacoli       |                                                                              |             |                                                                             |             |                                                                         |             |
| 110 m ostacoli         | Philippe Candau                                                              | 14.9        | Jacques Dohen                                                               | 15.2        | Jean-Claude Bernard                                                     | 15.4        |
| 400 m ostacoli         | Guy Cury                                                                     | 52.4        | Robert Bart                                                                 | 52.8        | Armando Filiput                                                         | 53.4        |
| 3000 m Siepi           | Georgios Papavassiliou                                                       | 9:20.6      | Julien Soucours                                                             | 9:23.6      | José Teixeira                                                           | 9:26.8      |
| Prove su strada        |                                                                              |             |                                                                             |             |                                                                         |             |
| Maratona               | Abdul Herin                                                                  | 2:50:35     | Ali Hamid                                                                   | 2:53.57     | Erturan Haydar                                                          | 2:58.07     |
| Marcia 10 km           | Giuseppe Dordoni                                                             | 48:21.8     | Roland Griset                                                               | 48:44.2     | Louis Chevalier                                                         | 49:47.4     |
| 50 km di Marcia        | Abdon Pamich                                                                 | 5:03:33     | Roger Chaylat                                                               | 5:20:07     | Francisco Villoldo                                                      | 5:36:07     |
| Salti                  |                                                                              |             |                                                                             |             |                                                                         |             |
| Salto in alto          | Maurice Fournier                                                             | 1.98 m      | Papagallo Thiam                                                             | 1.98 m      | Cetin Sahiner                                                           | 1.90 m      |
| Salto in lungo         | Luigi Ulivelli                                                               | 7.17 m      | Emad El Din Shafei                                                          | 7.11 m      | René Cucuat                                                             | 7.10 m      |
| Salto con l'asta       | Giulio Chiesa                                                                | 4.28 m      | Geōrgios Roumpanīs                                                          | 4.25 m      | Victor Sillon                                                           | 4.20 m      |
| Salto triplo           | Eric Battista                                                                | 14.93 m     | Fawzy A M Chaaban                                                           | 14.59 m     | Konstantinos Sfikas                                                     | 14.58 m     |
| Lanci                  |                                                                              |             |                                                                             |             |                                                                         |             |
| Getto del peso         | Raymond Thomas                                                               | 15.70 m     | Georgios Tsakanikas                                                         | 15.49 m     | Silvano Meconi                                                          | 15.35 m     |
| Lancio del disco       | Adolfo Consolini                                                             | 52.81 m     | Antonios Kounadis                                                           | 47.23 m     | Konstantinos Yataganas                                                  | 45.63 m     |
| Lancio del martello    | Teseo Taddia                                                                 | 55.14 m     | Guy Husson                                                                  | 54.31 m     | Dimitrios Boulboutzis                                                   | 48.23 m     |
| Lancio del giavellotto | Michel Macquet                                                               | 69.00 m     | Francesco Ziggiotti                                                         | 66.22 m     | Pedro Apellaniz                                                         | 62.64 m     |
| Prove multiple         |                                                                              |             |                                                                             |             |                                                                         |             |
| Decathlon              | Bernardino Adarraga                                                          | 5693 p.     | Mohamed Saïd Zaki                                                           | 5633 p.     | Robert Vaussenat                                                        | 5262 p.     |

## Medagliere
La nazione ospitante è evidenziata.
| Posizione | Paese   | Oro | Argento | Bronzo | Totale |
| --------- | ------- | --- | ------- | ------ | ------ |
| 1         | Francia | 10  | 10      | 8      | 28     |
| 2         | Italia  | 9   | 3       | 5      | 17     |
| 3         | Turchia | 2   | 2       | 2      | 6      |
| 4         | Grecia  | 1   | 4       | 4      | 9      |
| 5         | Egitto  | 1   | 4       | 2      | 7      |
| 6         | Spagna  | 1   | 1       | 3      | 5      |
| Totale    | Totale  | 24  | 24      | 24     | 72     |